# Производство игристого вина

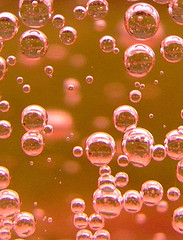
Все методы производства игристых вин имеют одну общую черту: их цель — ввести в вино достаточное количество углекислого газа, чтобы оно стало шипучим.

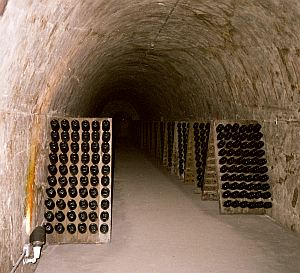
Бутылки шампанского на стеллажах в подземных подвалах

Производство игристого вина — это метод виноделия, используемый для производства игристого вина. Самое старое известное производство игристого вина было осуществлено в 1531 году по наследственному методу.

## Давление и терминология
В просторечии, а также в названии этой статьи термин игристое используется для всех вин, которые после открытия образуют пузырьки на поверхности. Согласно законодательству ЕС термин «игристое» имеет особое значение, которое не включает все вина, образующие пузырьки. По этой причине термины «газированный» и «шипучий» иногда используются для обозначения всех игристых вин.
Следующие термины все чаще используются для обозначения различных значений давления в бутылках:
- Cлегка игристое — вино с давлением менее 1 бар (15 psi).
- Полу-игристое — Semi-sparkling вино с давлением от 1 до 2,5 бар (15-36 psi). Полу-игристыми винами также называют марки Frizzante, Spritzig, Pétillant и Pearl.
- Игристое — вино с давлением выше 3 бар (44 psi). Это единственный тип вина который может именоваться игристым по законам ЕС. Игристыми винами именуют марки Champagne, Cava, Mousseux, Crémant, Espumoso, Sekt и Spumante.

## Методы производства

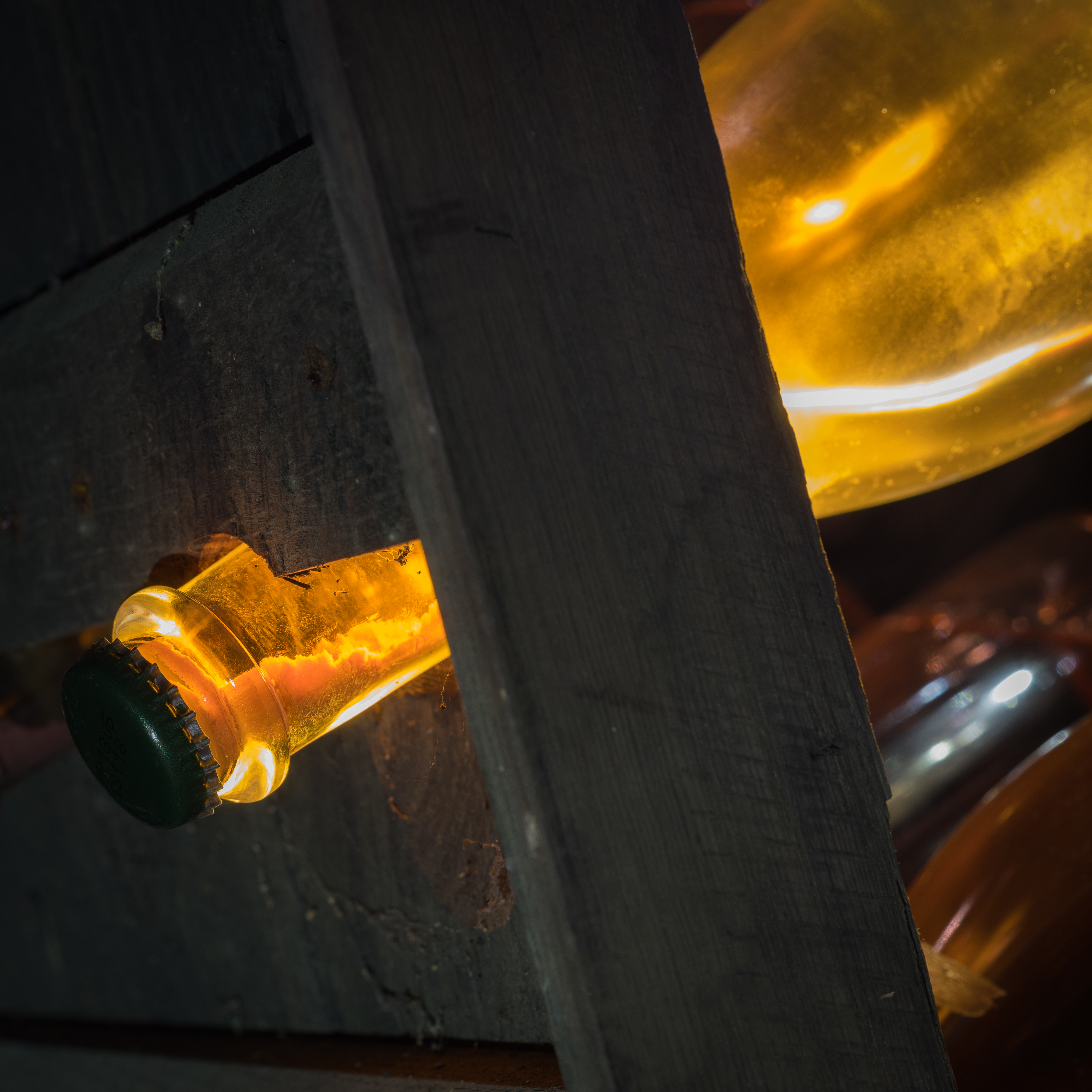
Дрожжи в бутылке на виноградниках Шрамсберг, Напа

Ферментация сахара в спирт во время виноделия всегда означает выделение углекислого газа. Углекислый газ обладает свойством хорошо растворяться в воде (основной составляющей вина), и это свойство используется в игристых винах. Производство всегда начинается с базового вина (в котором углекислый газ от первого брожения был газифицирован). При производстве шампанского базовое вино обычно представляет собой смесь вин из разных сортов винограда и разных виноделен, распределение которых придает конечному вину особый характер, называемый кюве. В некоторых широко используемых методах базовое вино подвергается вторичной ферментации, при которой образовавшийся диоксид углерода оказывается под избыточным давлением и связывается с жидкостью в игристом вине. Таким образом создается содержание углекислого газа, которое после открытия бутылки образует пузырьки. Погибшие дрожжевые клетки образуют осадок, называемые дрожжами, который часто помогает с привлекательными ароматами для игристого вина, но выглядит неаппетитно. Поэтому осадок обычно удаляют перед раздачей вина.
Основных методов, используемых для изготовления игристых вин, часто приводится семь с некоторыми вариациями. Нет единого мнения о том, какие методы производства дают лучшие вина, но существует определенный консенсус в отношении того, что первые четыре метода, где второе брожение происходит в бутылке, обычно предпочтительнее последних трех. В следующей таблице показаны основные функции каждого метода. Затем методы описаны в тексте. Внутри каждого метода могут быть различия от одного производителя к другому.
| Этапы производства    | Этапы производства                                                             | Традиционный метод | Сельский метод | Метод передачи | Диуазовый метод | Метод Шарма | Непрерывный метод | Метод газирования |
| --------------------- | ------------------------------------------------------------------------------ | ------------------ | -------------- | -------------- | --------------- | ----------- | ----------------- | ----------------- |
| Предварительные этапы | Производство базового вина и (обычно) купажного кюве по стандартной технологии | да                 | да             | да             | да              | да          | да                | да                |
| Предварительные этапы | Тираж                                                                          | да                 | -              | да             | -               | да          | да                | -                 |
| Предварительные этапы | Розлив                                                                         | да                 | да             | да             | да              | -           | -                 | -                 |
| Второе брожение       | В бутылке                                                                      | да                 | да             | да             | да              | -           | -                 | -                 |
| Второе брожение       | В стальном баке                                                                | -                  | -              | -              | -               | да          | да                | -                 |
| Второе брожение       | Отсеивание                                                                     | да                 | (Да)           | (Да)           | -               | -           | -                 | -                 |
| Второе брожение       | Disgorging [нижняя альфа 5]                                                    | да                 | (Да)           | (Да)           | -               | -           | -                 | -                 |
| Второе брожение       | Опорожнение, очистка                                                           | -                  | -              | да             | да              | -           | -                 | -                 |
| Второе брожение       | Фильтрация                                                                     | -                  | (Да)           | да             | да              | да          | -                 | -                 |
| Второе брожение       | Дозаж                                                                          | да                 | -              | да             | -               | да          | -                 | -                 |
| Заключительные этапы  | Добавление диоксида углерода                                                   | -                  | -              | -              | -               | -           | -                 | да                |
| Заключительные этапы  | Уточнение / фильтрация                                                         | -                  | -              | (Да)           | да              | да          | да                | -                 |
| Заключительные этапы  | Стабилизация CO 2                                                              | -                  | -              | -              | -               | да          | да                | да                |
| Заключительные этапы  | Розлив                                                                         | -                  | -              | да             | да              | да          | да                | да                |
| Заключительные этапы  | Укупорка, маркировка и т. Д.                                                   | да                 | да             | да             | да              | да          | да                | да                |

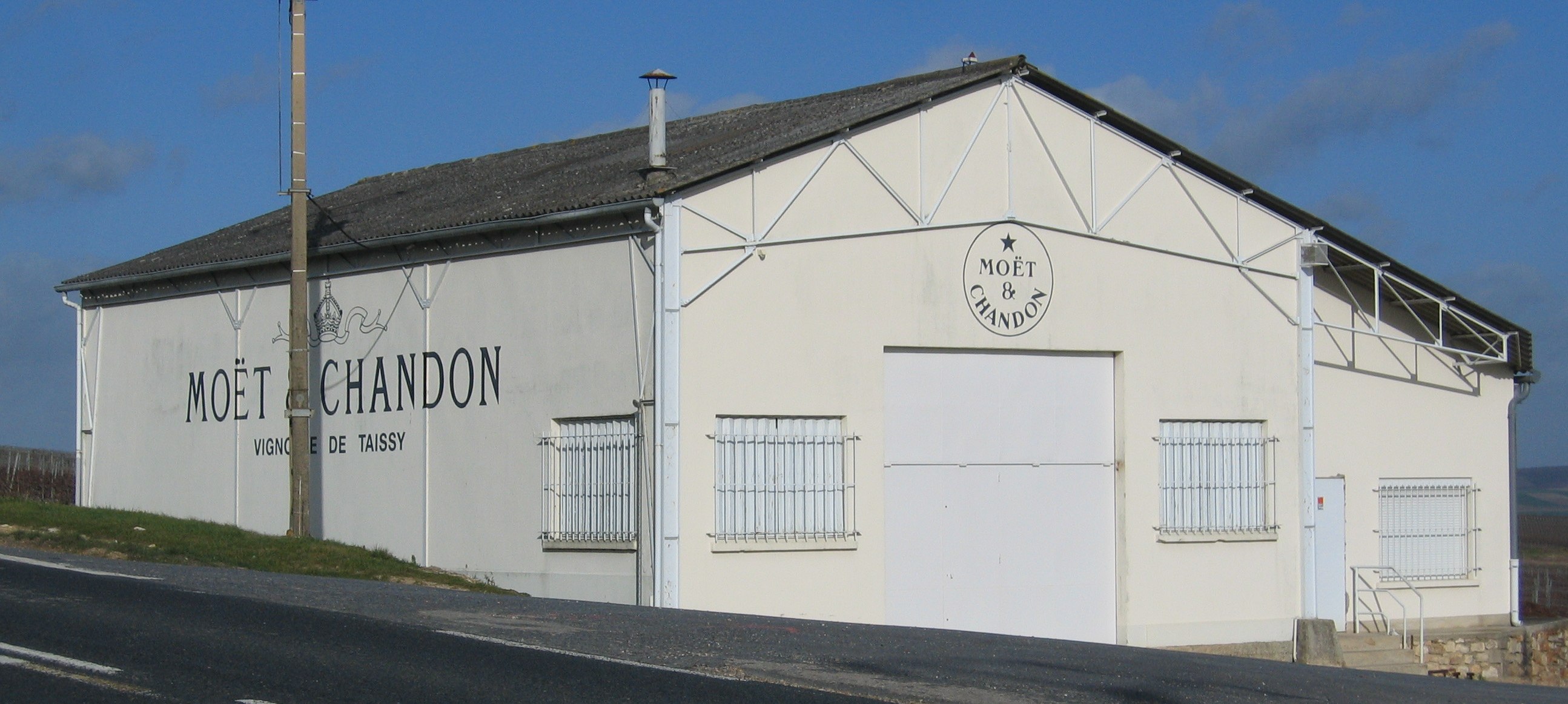
У крупных производителей шампанского есть несколько прессов, расположенных по всему региону, например, это предприятие Moët & Chandon.

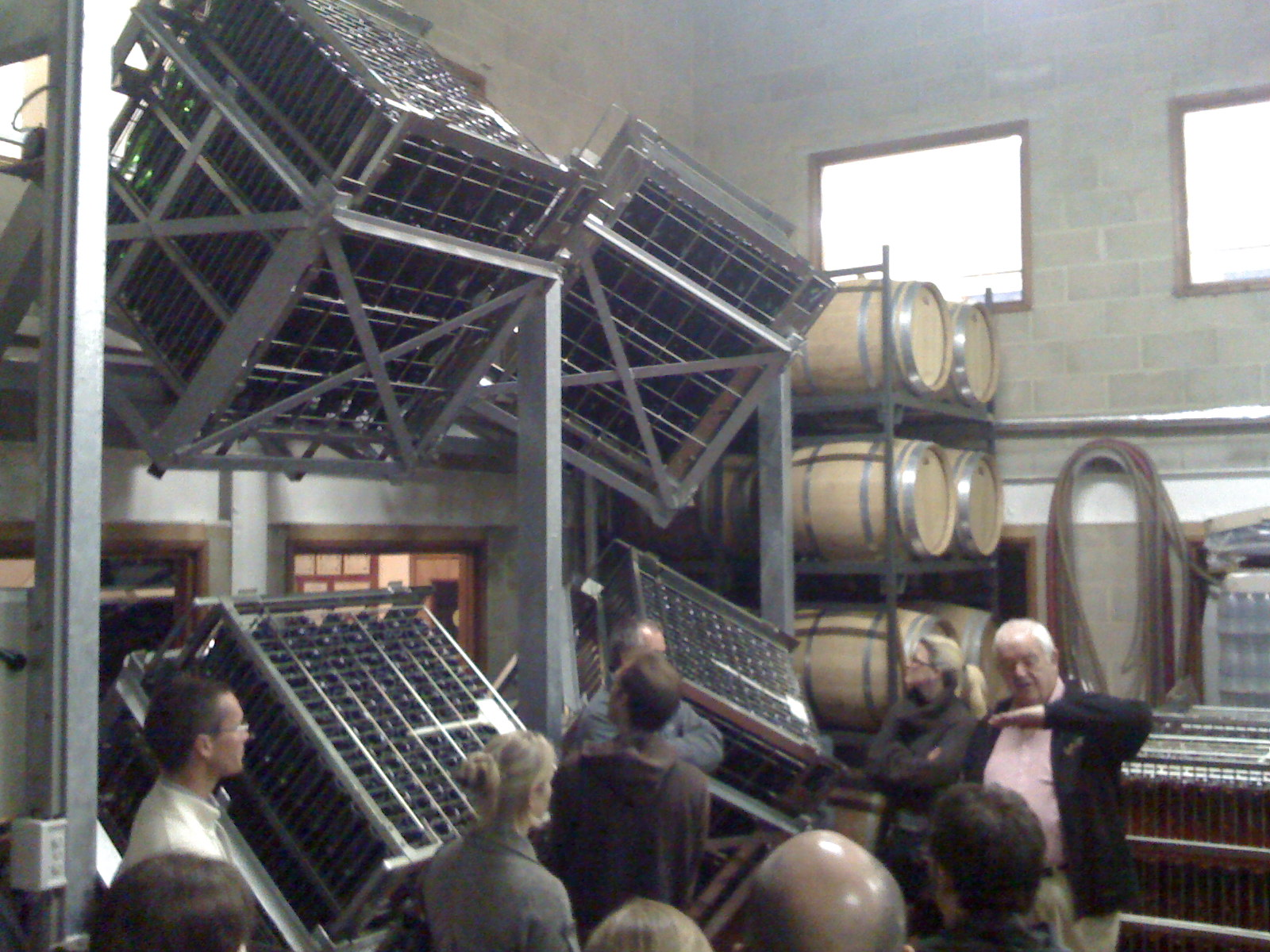
Сегодня Gyropalettes обычно заменяют силу рук для просеивания в традиционном методе.

Так называемый классический способ (хотя и не самый старый) производства игристого вина широко известен как традиционный метод (фр. méthode traditionnelle), или официальное обозначение ЕС, классический метод (méthode classique). В 1994 году обозначение метода шампанского (méthode champenoise) был запрещён, так как он слишком часто участвовал в renommée выдает.  Как следует из предыдущего обозначения, этот метод используется для производства большей части шампанского, и он немного дороже, чем метод Charmat. Шампанское в бутылках объёмом 375 мл, 750 мл и 1,5 литра должно производиться традиционным способом, но бутылки меньшего и большего размера обычно производятся методом переноса.
Вино ферментируется один раз в бочке, а затем подвергается второй ферментации в бутылке после добавления дрожжей, питательных веществ для дрожжей и сахара (известного как тираж). В результате второй ферментации получается натуральное игристое вино. Затем необходимо удалить дрожжевой осадок. Это начинается с загадки (remuage), что означает, что бутылки поворачивают горлышком вниз и слегка встряхивают, чтобы осадок переместился к горлышку бутылки. Это делается небольшими шагами, когда ориентация бутылки постепенно меняется. Наконец, перевёрнутые горлышки бутылок охлаждают, так что осадок замерзает до небольшого блока льда, бутылки поворачивают вертикально и открывают временную крышку (обычно корончатую пробку), так что осадок выталкивается давлением в бутылке. Затем бутылка наполняется, чтобы заменить недостающий объём, и закупоривается пробкой для шампанского, которую закрепляют с помощью специальной проволоки, мюзле. Процесс удаления осадка называется дегоржажем.
Раньше различные этапы выполнялись вручную, но теперь весь процесс для большинства вин автоматизирован. В связи с заполнением недостающего объёма обычно добавляют некоторое количество сахара, растворенного в вине, чтобы придать игристому вину более мягкий вкус. Добавление сахара называется dosage и добавленный жидкий liqueur d'expedition.
Во многих случаях вино хранят на осадке. — sur lie — под давлением углекислого газа в течение длительного времени, прежде чем произойдет дегоржаж, для получения более зрелого характера. Требование к невинтажному шампанскому — не менее 15 месяцев хранения на осадке, а для марочного шампанского — не менее трех лет.
Традиционный метод используется для шампанского, всех европейских вин с обозначением Crémant , Cava , лучшие сорта Sekt и другие игристые вина, méthode traditionnelle , méthode classique или ферментированное в этой бутылке, указанное на этикетке (обратите внимание, что необычные методы предков и диуаз также позволяют сбраживать вино исключительно в бутылке).

### Сельский метод или ансестраль

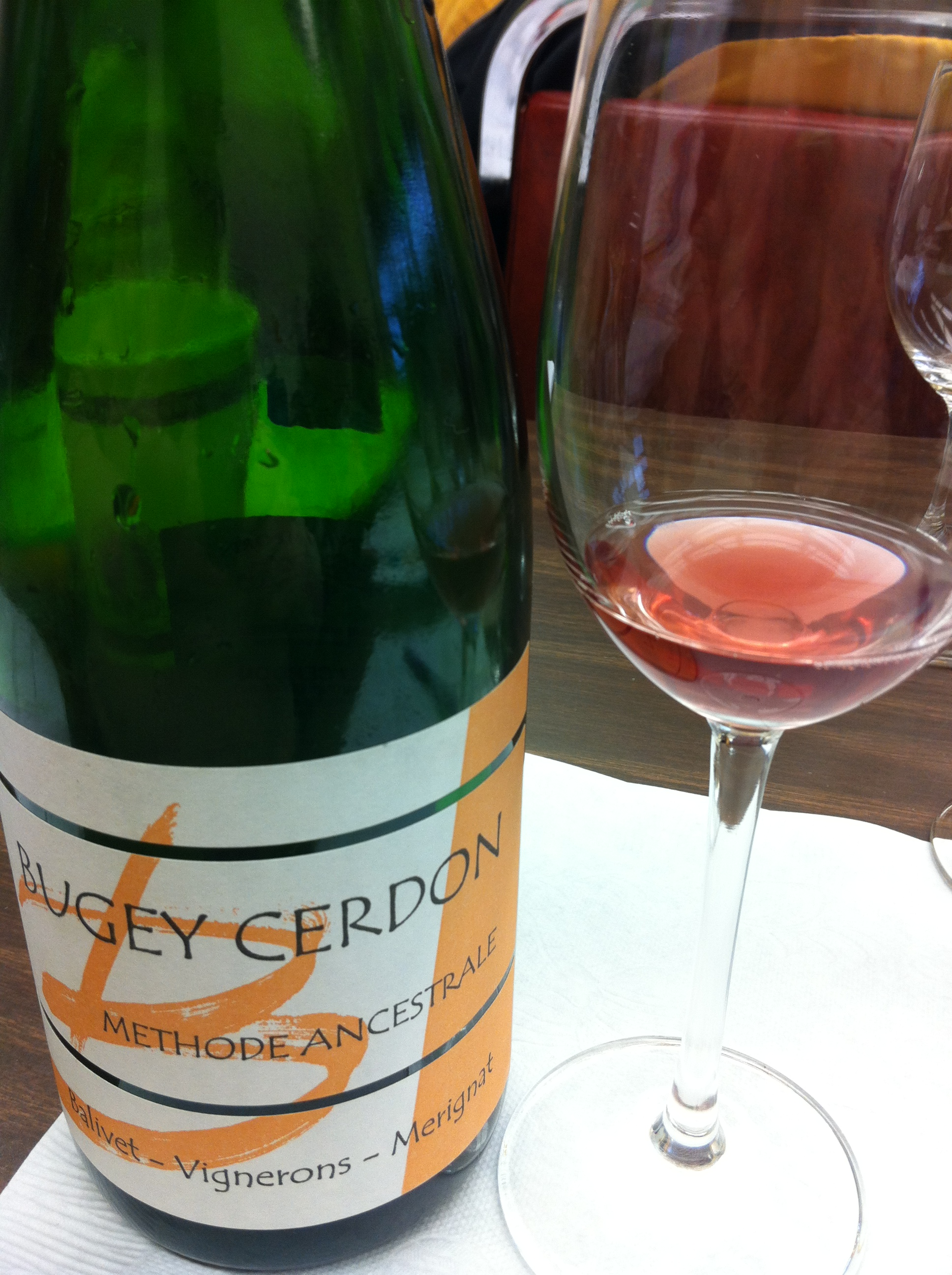
Bugey Cerdon производится по наследственному методу

Сельский метод или ансестраль (фр. méthode ancestrale) существует под многими местными названиями в различных регионах Франции, например, фр. rurale, фр. artisanale и фр. gaillacoise. Это, безусловно, самый старый метод изготовления игристого вина, который предшествовал традиционному почти на 200 лет, а возможно, даже больше. Вино, которое сейчас называется Blanquette de Limoux, считается историками виноделия первым игристым вином в мире. Оно было произведено в Лиму в 1531 году монахами из монастыря Сен-Илер. Вина, произведенные с использованием наследственного метода, включают, среди прочего, французские вина из Гайака, Бюже-Сердона и Бланкетт де Лиму, немецкие вина из нескольких виноградников, где этот метод обычно называют фр. méthode rural, и североамериканские вина.
Вина, изготовленные сельским методом иногда именуются фр. pétillant-naturel, обычно сокращенно pét-nat. Поскольку французские винные этикетки запрещают слово фр. naturel название от Montlouis-сюр-Луар вместо этого называется фр. pétillant originel.
Когда вино разливается в бутылки, алкогольное брожение не заканчивается. Отсюда следует, что углекислый газ вырабатывается ферментирующими дрожжами, а яблочно-молочное брожение ещё не произошло. В отличие от традиционного метода, здесь нет дегоржирования и дозирования, но вино обычно фильтруется. Для этого бутылки опорожняются, затем очищаются и снова наполняются. В качестве альтернативы, используя метод, верный истокам древнего виноделия, вино перед розливом в бутылки охлаждают в холодном состоянии, чтобы имитировать естественную смену времен года. Этот метод, называемый «методом перезимовки», первоначально позволил получить первые игристые вина.
Этот метод обычно позволяет производить вина с сильным ароматом и низким содержанием алкоголя, иногда всего 6 %. Иногда вина немного неясны из-за остатков осадка. Наилучший вкус они имеют через 1-3 года после розлива в бутылки и не развиваются при дальнейшем хранении. В целом вина слегка сладкие, но фр. brut Выпускаются также (сухие) сорта. Основным недостатком метода является то, что производственный процесс трудно контролировать и, следовательно, требует от винодела большого мастерства. Объёмы производства очень скромные. Высококачественные вина, произведенные по наследственному методу, часто небольшими производителями, использующими принципы органического земледелия, могут быть сложными и очень самобытными. В основном их используют в качестве аперитива или десертного вина к фруктовым блюдам.

### Способ передачи
Метод переноса следует первым шагам традиционного метода, так как после первичной ферментации кюве переносится в бутылки для завершения вторичной ферментации, что допускает дополнительную сложность. Когда вторичное брожение завершено и вино находится в бутылке на дрожжевом осадке желаемое количество времени (шесть месяцев — это требование, чтобы маркировать вино `` ферментированная бутылка ''), отдельные бутылки переносятся (отсюда и название) в более крупный бак. Затем вино фильтруют, добавляют дозированный ликер и снова разливают в новые бутылки для продажи. Этот метод позволяет усложнить вино, но также даёт простор для вариантов смешивания после того, как вино разлито в бутылку, и уменьшает вариации от бутылки к бутылке, которые трудно контролировать традиционным методом.
Метод называемый трансверсией часто используется как синоним метода передачи, но на самом деле это небольшой поворот к последнему. В собственно методе переноса вино переносится в резервуар сразу после выдержки на осадке, в то время как в методе поперечного перемешивания вино переливается и дегоржируется перед переносом в резервуар. Следовательно, метод поперечной обработки не требует дополнительного уточнения перед розливом в бутылки.
Метод переноса даёт лучшие результаты, чем метод Шарма, особенно с точки зрения размера пузырьков и прочности. Игристые вина из Новой Зеландии и Австралии часто используют метод пересылки. Этот метод используется для игристого вина, которое продаётся в необычно маленьких или необычно больших бутылках.

### Диуазовый метод
Этот метод используется для Clairette de Die AOC, где метод официально обозначен как оригинальный диоазный процесс. В отличие от древнего метода производство дрожжей контролируется охлаждением. Диуазовый метод используется, в частности, в долине Дром во Франции, а также для Asti Spumante, производимого в Канелли в регионе Пьемонт в Италии.

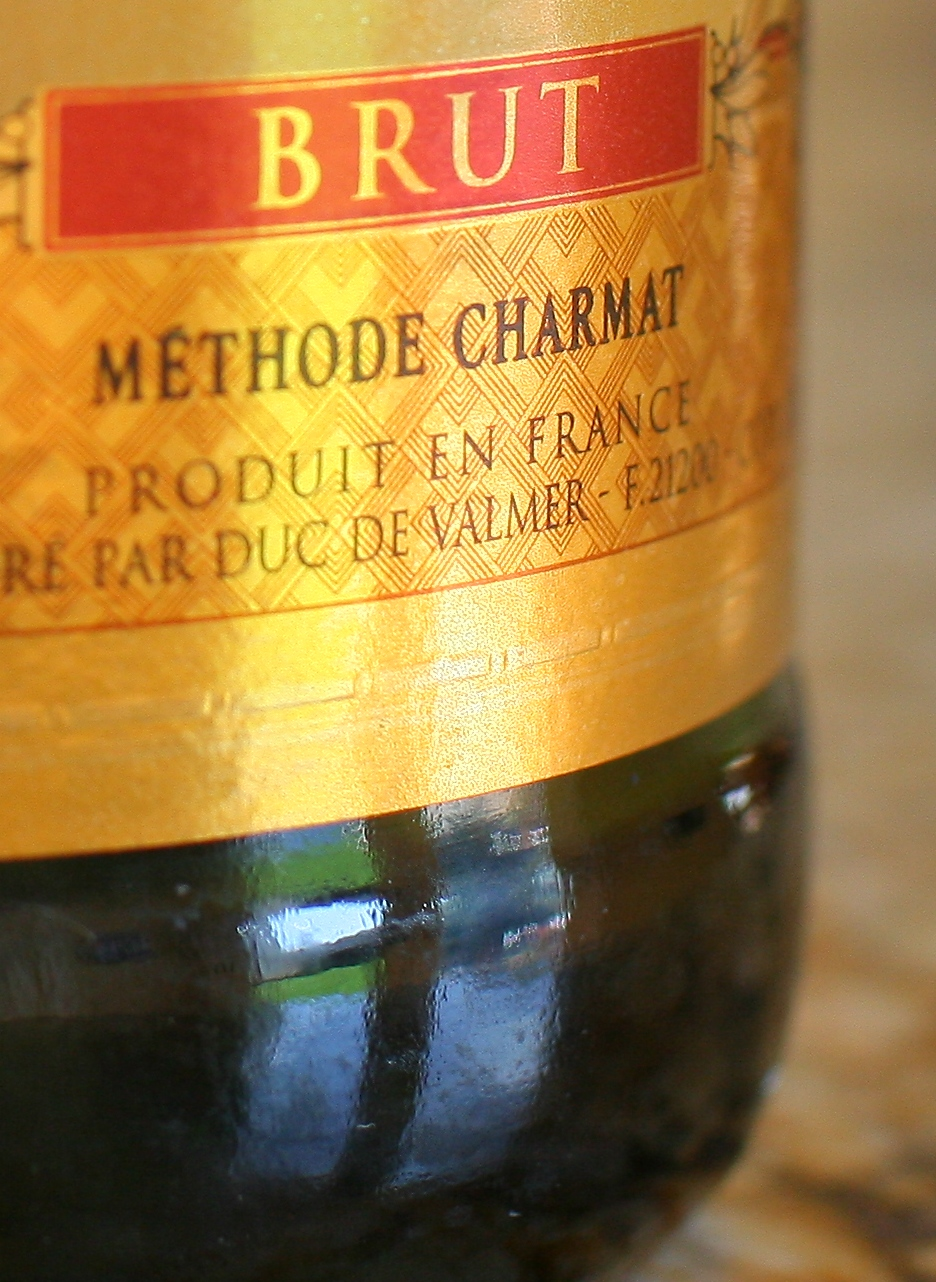
Деталь этикетки французского игристого вина, изготовленного с использованием процесса Charmat

### Метод Шарма
«Метод Шарма», он же «метод Мартинотти» (итал. Metodo Martinotti) был разработан и запатентован в 1895 году итальянцем Федерико Мартинотти (1860—1924). Этот метод получил дальнейшее развитие благодаря новому патенту изобретателя Эжена Шарма в 1907 г. Этот метод теперь назван в честь последнего, но его также называют cuve close, metodo Italiano или баковый метод. Вино смешивается в резервуаре под давлением из нержавеющей стали вместе с сахаром и дрожжами. Когда сахар превращается в спирт и углекислый газ, дрожжи фильтруются и удаляются, а вино разливается в бутылки. Продолжительность брожения влияет на качество; более длительная ферментация лучше сохраняет аромат вина и даёт более мелкие и прочные пузырьки.
Этот метод производства широко используется в США, Италии, особенно в провинции Асти, и в винах Просекко, а также в Германии для производства дешёвых вариантов Sekt. Игристые вина по методу Шарма могут быть произведены со значительно меньшими затратами, чем вина произведённые по традиционному методу.

### Непрерывный метод
Непрерывный метод ещё называют Русским методом. Вторичное брожение происходит в стальных ёмкостях со специальными кольцами или с добавлением дубовой стружки. Вино циркулирует медленно и становится достаточно прозрачным перед розливом в бутылки.
Советское шампанское, |Советское Шампанское, или по законодательству Евросоюза Советское игристое вино, производится непрерывным методом в России и странах бывшего Советского Союза. Считается, что в 1975 году Moët & Chandon приобрела лицензию на производство игристых вин непрерывным способом.[уточнить]

### Метод газирования
Более простые и дешёвые игристые вина производятся простым добавлением к вину CO2 из карбонатора. Пузыри, создаваемые этим методом, получаются относительно большими и летучими. В игристых винах Европейского Союза, изготовленных с помощью этого метода, должны использоваться термины «газированное игристое вино» и «газированное полу-игристое вино», при необходимости дополненные словами «полученные путём добавления двуокиси углерода» или «полученные путём добавления ангидрида углерода».

## Проблемы при производстве
При производстве игристых вин может произойти несколько возможных проблем. Некоторые из них, которые присутствовали в ранних методах производства, включают yeux de crapauds (глаза жабы), которые представляли собой состояние больших вязких пузырьков, возникающих в результате того, что вино слишком много времени проводило в деревянных бочках. Другой недостаток может произойти, если вино подвергается воздействию бактерий или прямых солнечных лучей, в результате чего вино приобретает мутный цвет и маслянистую текстуру.

### Комментарии
1. ↑  Addition of yeast, nutrients for the yeast, and sugar
2. ↑  Bottles are turned with the neck downwards and lightly shaken to move the lees to the neck of the bottle
3. 1 2 3  Producer specific variation within the ancestral method
4. 1 2  Riddling and disgorging only in the transversage variant of the transfer method
5. ↑  Sugar addition
6. ↑  No clarification step after tank storage in the transversage variant of the transfer method, since this has already been taken care of in the riddling and disgorging steps
7. ↑  The term "méthode champenoise" or "Champagne method" was outlawed in Europe in 1994 for all wines other than Champagne (which for obvious reasons does not bother to utilize it), replaced with "traditional method". On labels it may be referred to as "méthode traditionnelle", "méthode classique", "traditional method", "classic method", or the ambiguous term "bottle fermented".